# Calliptamus italicus
Calliptamus italicus là một loài châu chấu thuộc họ Acrididae. Đây là loài bản địa thảo nguyên Trung Á, nhưng hiện nay đã hiện diện ở hầu hết các nước châu Âu, trong vùng sinh thái Palearctic Đông, Bắc Phi và Cận Đông. Đây là loài châu chấu có kích thước vừa đặc trưng bởi dị hình lưỡng tính quan trọng. Những con đực trưởng thành có chiều dài 14–26 mm m, trong khi con cái có độ dài đạt 21–40 mm. Có thể gặp nhìn thấy chúng từ tháng đến tháng Mười trong các lĩnh vực, trong đồng cỏ khô và môi trường khô cằn.

## Phân loài
- Calliptamus italicus var. albotibialis  Nedelkov, 1907
- Calliptamus italicus var. italicus  Nedelkov, 1907

Các phân loài sau đây được đề xuất trong quá khứ không được chấp nhận. Hiện tại chúng đang nằm trong hai phân loài chính thức trên.
- Calliptamus italicus var. carbonaria  Uvarov, 1914  - Calliptamus coelesyriensis (Giglio-Tos, 1893)
- Calliptamus italicus var. reductus  Ramme, 1927  - Calliptamus italicus var. italicus  Linnaeus, 1758)
- Calliptamus italicus var. bilineata  Puschnig, 1910  - Calliptamus italicus var. italicus  Linnaeus, 1758)
- Calliptamus italicus var. insularis   Ramme, 1951  - Calliptamus italicus var. italicus  Linnaeus, 1758)
- Calliptamus italicus var. afghanus  Ramme, 1952  - Calliptamus italicus var. italicus  Linnaeus, 1758)
- Calliptamus italicus var. grandis  Ramme, 1927  - Calliptamus italicus var. italicus  Linnaeus, 1758)
- Calliptamus italicus var. gilvonigricans  Voroncovskij, 1927  - Calliptamus italicus var. italicus  Linnaeus, 1758)
- Calliptamus italicus var. blandus  Ivanov, 1888  - Calliptamus italicus var. italicus  Linnaeus, 1758)